# Lightning (nautica)
La Lightning è una classe velica internazionale.

## Descrizione
Barca a spigolo, disegnata da Sparkman & Stephens nel 1938, di costruzione forte e durevole, negli anni sessanta è stata la seconda classe più diffusa come numero di unità al mondo (dopo la classe Snipe).
È stata realizzata inizialmente in legno e successivamente in vetroresina, anche in alcuni cantieri italiani. La deriva metallica di 58 kg conferisce alla  barca ottima stabilità e potenza.
L'equipaggio in regata è composto da tre membri.